# Германик Юлий Цезарь (сын Друза Младшего)
Германик Юлий Цезарь известный также как Германик Гемелл (лат. Germanicus Iulius Caesar; 19/20—23 годы), представитель династии Юлиев-Клавдиев.
Германик Юлий Цезарь родился в 19/20 году. Он был одним из сыновей-близнецов Друза Младшего и Ливиллы; один сын был назван в честь отца, другой — в честь усыновлённого брата Германика. Согласно Тациту, он родился в 19 году. Однако O.Хиршвелд утверждает, что это произошло в следующем году. Так как он умер совсем юным, то до нас дошло лишь немного надписей с его именем. Тацит говорит, что Германик умер на четвёртом году жизни в 23 году. После смерти скорее всего был обожествлён.